# Branchinotogluminae
Los branquinotogluminos (Branchinotogluminae) son una de las subfamilias de anélidos poliquetos perteneciente a la familia Polynoidae.

## Géneros
- Branchinotogluma Pettibone, 1985
- Opisthotrochopodus Pettibone, 1985
- Peinaleopolynoe Desbruyeres & Laubier, 1988